# Толмачов Рубен Владиславович
Рубен Владиславович Толмачов (нар. 16 липня 1973) — український музикант, співак та композитор. Заслужений артист України (2009). Учасник вокального секстету «ManSound».

## Біографія
Рубен Толмачов народився 16 липня 1973 року у родині музикантів. Навчався у Чортківській загальноосвітній школі № 2, паралельно на фортепіанному відділі Чортківської музичної школи, які завершив у 1990 році. По закінченню школи вступив у Київське музичне училище імені Рейнгольда Глієра (клас заслуженої артистки України Горбатенко Г. Л.), яке завершив у 1992 році. У 1997 році завершив Національну музичну Академію імені Петра Чайковського (клас народного артиста України Дженкова В. А.). По закінченні аспірантури 2000 року викладає (з 2010 року виконує обов'язки доцента) диригування та спеціальні дисципліни на кафедрі хорового диригування НМУ.
З 1993 року працює (з 2001 керує) хоровою капелою хлопчиків та юнаків «Дзвіночок», з якою є лауреатом численних міжнародних конкурсів та фестивалів. Також з 1993 року — соліст та аранжувальник вокального гурту «ManSound» — найвідомішого акапельного бенду України.
У 2009 році йому присвоєно звання заслуженого артиста України.

## Нагороди
Переможець Всеукраїнського конкурсу хорових диригентів (Київ, 2001 рік), член журі міжнародних конкурсів («Слов'янський базар» 2005—2009, «Поющий Мир» Петербург 2007—2010).

## Творчість
Автор численних аранжувань та композицій для хору та вокального ансамблю.